# Putnisita

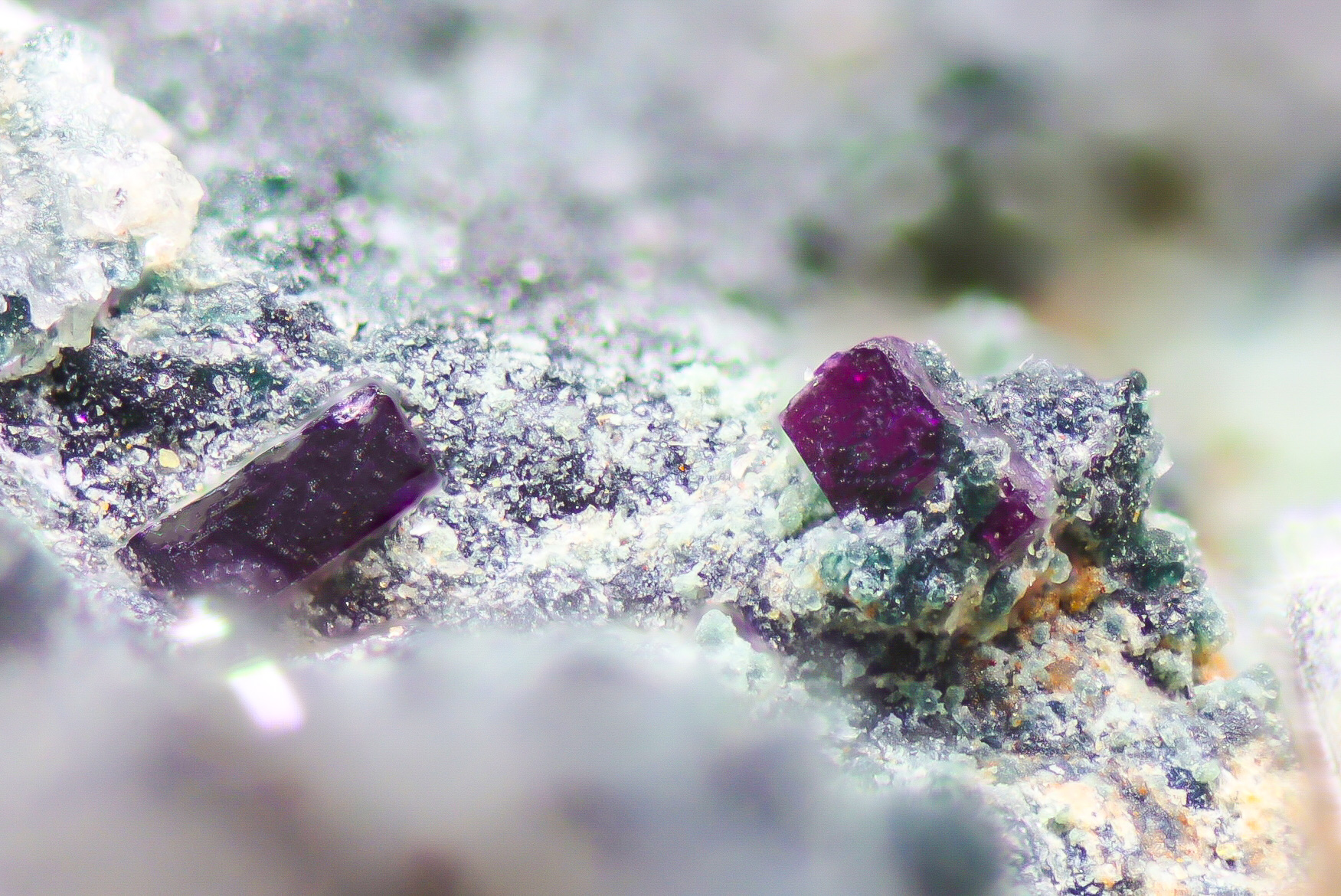
Imagem de Putsinita

A putnisita é um mineral composto de estrôncio, cálcio, crómio, enxofre, carbono, oxigénio e hidrógeno.
Foi descoberta na Península Urso Polar, na Austrália Ocidental, durante atividades de mineração, em 2014.
O mineral foi nomeado pelos mineralogistas Christine e Putnis.
A putnisita tem propriedades estruturais e químicas exclusivas e aparentemente não esta relacionada com nenhuma família mineralógica existente. 
A putnisita ocorre como pequenos cristais (<0,5 mm) em forma de cubo na rocha vulcânica.  Os cristais são de cor roxo translúcido, mas mostram pleocroísmo distinto (de roxo pálido para cinzento azulado, dependendo do ângulo de visão) e deixam marcas cor de rosa quando são esfregados sobre uma superfície plana.